# Мушинська Тетяна Михайлівна
Тетяна Михайлівна Мушинська (нар. 26 червня 1958, Мінськ, Білорусь) — білоруська поетеса, прозаїк, театральний критик, журналістка, лібретист. Вона пише білоруською та російською мовами. Вона найбільш відома як поетеса - лірик та музичний критик.

## Біографія
Тетяна народилася в родині відомого білоруського літературознавця і критика Михайла Мушинського. Закінчила середню школу № 93 із золотою медаллю. Одночасно вона навчалася у музичній школі, навчалася у фольклорній студії класичного танцю Палацу профспілок у балерини, народної артистки Білорусі Олександри Ніколаєвої. Закінчила Школу молодих філософів при Інституті філософії Академії наук Білорусі. У своїй автобіографії вона зізналася, що шкільні роки пройшли під знаком читання, придбання літератури — як білоруської, російської, так і зарубіжної, стали часом відкриття світу музики, театру, кіно.
У 1975 році вступила на факультет журналістики БДУ. Після його закінчення працювала в тижневику «Література та мистецтво». Спочатку вона була працівницею відділу образотворчих мистецтв, потім очолювала відділ культури. З 1991 р. — редактор музичного відділу журналу «Мистецтво». У 2002—2003 роках вона була одночасно заступником головного редактора цього видання. Брала активну участь у відновленні виходу журналу «Мистецтво» після піврічної перерви.

## Театральна критика
Дебютувала в періодичній пресі в 1975. У 1976 в тижневику «Література і мистецтво» з'явилася її перша рецензія, присвячена балерині Людмилі Бржозовській. Пізніше балет став основним напрямом інтересів Т. Мушинської, яка опублікувала понад 500 статей з хореографії, музики, театру.
Мушинська опублікувала п'ять книг, присвячених білоруському балету. У «Гармонія дуету» (1987) проаналізовано провідні партії народних артистів Білорусі Людмили Бржозовської та Юрія Трояна. «Горький смак істини» (1993) представляє творчі портрети провідних білоруських танцюристів 1980-х — початку 1990-х років. У буклеті «Пристрасть» («Рагнеда», 1997 р.) подано аналіз однойменного балету Валентина Єлізар'єва, вистава, відзначена Міжнародною премією «Бенуа де ла данс» (1996). Альбом «Валентин Єлізар'єв» (1997), тексти якого представлені паралельно білоруською, російською та англійською мовами, присвячений особі найбільшого білоруського хореографа; друге, доповнене видання того ж альбому (2003) фактично стало новою книгою.
Отримавши стипендію Інституту польської культури в Парижі, вона стажувалась у Польщі (Варшава, Краків) як балетний критик та лібретист. Статті Т. Мушинської друкувалися у російських, українських та польських виданнях.
Книга спогадів народної артистки Білорусі, провідної актриси Національного академічного драматичного театру імені Максима Горького Ганни Обухович «Півстоліття на сцені» (1987 р.) вийшла друком зу літературному записі Т. Мушинської.

## Проза та вірші для дітей
Як зізналася Тетяна Мушинська, вона почала писати свої перші історії для власних дітей, і вони були їх головними героями. «Я написала ці історії з практичною метою, іноді заради себе, іноді заради їх задоволення. Але мої маленькі наївні слухачі придумували вигадані історії з таким зацікавленням і настільки пристрасно вимагали продовження, що в якийсь момент з'явилася думка: чому б не запропонувати ці маленькі історії та казки дитячим виданням? ».
Тетяна Мушинська опублікувала збірки оповідань та казок «Вітя Неслух у країні мурашок» (1995), «Свято печеної картоплі» (2003), «Їжачки грають у футбол» (2008), збірки віршів «Хто в лісі найсміливіший» (2015) та «Якщо тато — це Дід Мороз» (2000). На останню збірку позитивно відгукнувся письменник Андрій Федоренко, який зазначив, що своєю творчістю авторка перенесла мене у дитинство. Тільки людина, яка знає і, що найголовніше, любить і дітей, і дорослих, і навколишнє середовище, і саме Життя з великої літери, може писати так".
Численні оповідання та казки опубліковані у багатьох газетах та журналах для дітей, збірниках, звучали на Білоруському радіо у інтерпритації акторів Національного академічного театру Янка Купала, народного артиста СРСР Віктора Тарасова, народних артисток Білорусі Лілії Давидович та Марії Захаревич.

## Проза для дорослих
У середині 90-х років Тетяна Мушинська звернулася до прози, адресованої для дорослої аудиторії. У цей час вона створює власну трилогію про життя білоруської творчої інтелігенції: повість «Довге прощання», «Остання любов Дон Жуана» та «Джульєтта і екстрасенс». Пишучи прозові тексти, письменниця пояснила бажання засвоїти інші жанри, ніж раніше, і звернутися до іншої, більш дорослої аудиторії.
У 1997 році вийшла книга «Довге прощання», а в 2013 році — «Джульєтта і екстрасенс». Пізніші збірки прози «Сад моїх спогадів» (2016) та «Подих ранньої осені» (2018). У передмові до першої книги письменник Генрих Далідовіч зазначив, що у прозі Тетяни Мушинської "немає стереотипів чи надмірної науки, це природна сучасна міська проза ". А її авторка "сказала таке про жінку (доньку, дружину, матір, співачку, яка знає, що це таке, як ходити по землі і літати в мистецькому просторі, що таке любов і людський егоїзм і навіть зрада), що нам, чоловікам, сказати просто не по силам… ". Оповідання та мініатюри Тетяни Мушинської публікувалися у білоруській періодиці.

## Поезія
Мабуть, найвідомішого Т. Мушинська досягла як яскрава поетеса лірик. Як зізналася в своїй автобіографії, вона писала вірші «і в школі, і в студентські роки». Але публікації її підштовхнули нечекати громадський резонанс, який мала проза. Поетеса опублікувала чотири збірки поезій: «Я подорожую у віки» (1998), «Ребро Адама» (1999), «Сни кохання» (2006), «Душі очікування. Вірші про кохання»(2006). Вірші перекладено російською, українською та англійською мовами.

## Співпраця з композиторами
Значну кількість віршів Т. Мушинської поклали на музику професійні білоруські композитори (Олена Атрашкевич, Аліна Безенсон, Марина Морозова та ін.). Серед 100 музичних творів — романси та вокальні цикли, пісні для дітей та дорослих, хори та хорові цикли, музичний перформанс «Море», вокально-симфонічна поема «Я люблю …», комічна кантата «Репетиція хору».

## Творчі вечори
З 2003 року в Мінську щорічно проводяться творчі поетично-музичні вечори поетеси, на яких представлені популярні романси, пісні, дуети, написані білоруськими композиторами на пісні Тетяни Мушинської, а також її власні вірші. Перші дві вечірки відбулися в залі Білоруської філармонії в Мінську: «Ваш найкоротший шлях до мене …» (2003, жовтень), «Я люблю …» (2004, жовтень). Вечірка «Світ несказаний» (2005, жовтень) була представлена у невеликій філармонійній залі. Програма «Сни кохання» (2006) проходила у великій залі Білоруської філармонії за участю солістів та хору Національного академічного Великого театру опери та балету Республіки Білорусь. Наступні дві вечірки були представлені в оперному театрі в рамках циклу «Білоруська опера представляє …»: «Якщо почуття схожі на полум'я …» (2007, листопад) та «Сповідь жінки» (2008, листопад). Проект «Я подорожую у віки …» (2009, лютий) був показаний у Великій залі Білоруської філармонії.
Останні вечори були проведені у 2010 році: «Я люблю» (у Могильові) та «Я подарую тобі увесь Париж!» (у Мінську на сцені театру опери та балету Республіки Білорусь).

## Драматургія, лібрето, сценарії
Окрім поезії, прози та музичної критики, Тетяна Мушинська активно намагається стати драматургом, лібретистом та сценаристом.
Для драматичного театру вона написала п'єсу « Павліна Медзелка», присвячена особі першої виконавиці ролі Паулінки, улюбленого класика білоруської літератури Янки Купали, «Моя дорога Джульєтта», «Людина, що купує час», "Чайковський. Версія, яка відтворює стосунки композитора Петра Чайковського та Надії фон Мекк.
Для дитячого театру створені п'єси «Пригоди поросятка Личика», «Коли прибули інопланетяни», «Подорож у країні мурашок», «Пригоди одного фантазера». У 2009 році, «Коли прилетіли інопланетяни», п'єса здобула почесний приз на республіканському конкурсі дитей та юнацтва "«Планета дітей».
Тетяна Мушинська також написала лібрето історичного балету «Варвара Радзивілл», де розповідається про піднесене і трагічне кохання великого князя Литовського Сигізмунда II Августа та аристократки Варвари Радзівілл; «Останній король», присвячений особі останнього короля Речі Посполитої Станіслава Августа Понятовського; «Саломея», в центрі якої — доля жінки-лікарки, мандрівникці та авантюристки 18 століття Саломеї Пільштинової.
На основі лібрето Т. Мушинської композитор Валерій Каретников написав балет «Дюймовочка», композитор Андрій Мдзівані створив одноактну оперу «Директор театру». Спираючись на лібрето Т. Мушинської, композитор Марина Морозова написала оперу «Доктор Айболіт», прем'єра якої відбулася 4 жовтня 2015 року в Національному театрі опери та балету.
Тетяна Мушинська є автором сценарію фільму «А коли я не виросту?», створеного спільно з композитором Валерієм Каретниковим та учнями Республіканського гімназійного училища Білоруської академії музики. Фільм зняли у рамках міжнародного проекту «Скажи мені, хмара …», організованого французькою асоціацією «Спадщина без кордонів» та відділом культури Брагінського облвиконкому Гомельської області. Дітей з різних країн та міст світу попросили скласти та проілюструвати казку, головним героєм якої є Чорнобильська хмара. Діти склали казку, а потім вони стали героями фільму, який вони записали. 24 фільми-казки було знято в Білорусі та 52 у світі.
На міжнародному кінофестивалі казок «Розкажи мені, хмара …», який відбувся 5-10 червня 2007 року в Мінську і Брагіні міжнародне журі на чолі з відомим французьким кінорежисером Аленом Флешером назвали фільм «А якщо я не виросту?» в числі п'яти переможців.

## Критика творчості Т. Мушинської
Кандидат філологічних наук, критик Любов Горелік написала в енциклопедичному довіднику «Сучасна Білорусь»: 
 «З огляду на специфічну спорідненість ліричної поезії до музики, німецький філософ Ф. Б. Шеллінг тим самим підкреслював суб'єктивність ліричного досвіду як прояву фрустрації духу особистості. Що стосується сучасної білоруської поезії, то її прямий зв'язок із музикою особливо чутливий у витонченості та романтичній піднесеності, камерності та романтичній артикуляції ліричних переживань (у книгах Л. Дранько-Майсюка „Втомлений Парижем“, Т. Мушинської „Я подорожую у віки“ та „Ребро Адама“ та ін.). Красномовні свідчення пошуку художньої виразності на кордоні слова та музики — це, перш за все, унікальність поетики, стилю, використання відповідної термінології, навіть назв таких поетичних циклів Т. Мушинської, як „Симфонія вітру“, „Скрипка і смик“, „Аромат акації білої“. Один із віршів, присвячений композитору Галині Гореловій, має назву „Концерт для фортепіано і дощу“.» 
 Доктор філологічних наук, критик Олесь Бєльський в академічній «Історії білоруської літератури XX століття» зазначає, що «останні 15 років були сприятливими, як ніколи, творчій самореалізації особистості», і розглядає особистість Тетяни Мушинської в контексті розвитку поетів, які прийшли «в літературу дещо пізно» . Бєльський стверджує, що ці автори відчули «внутрішнє … покликання» і що їх творчість «помітно увійшла в мейнстрім сучасної поезії. Становлення цих поетів було інтенсивним, (…) дуже своєрідним»..

В одному зі своїх відгуків музикознавець Ольга Брилон зазначила: 
 «Поезія Тетяни Мушинської делікатна і тонка, натхненна внутрішнім світлом. Багата на образні метафори, вона також містить своєрідний музичний код. І справа тут, мабуть, не лише у тому, що Тетяна добре розбирається в музиці і багато років працювала в жанрі музики та балету. Просто її вірші надзвичайно сприятливі для музичного втілення і дуже співзвучні певним музичним образам».. 
 Кандидат філологічних наук, критик Зміцер Санюк оцінив збірку «Мрії про кохання» так: 
 «Збірка поезії Тетяни Мушинської „Сни кохання“ (2006) виділяється своєю свіжістю та оригінальністю. Недарма автор вибирає епіграф для своєї нової книги — рядок із Шекспіра „Буря“ (…). Поетеса звертає погляд на вічну таємницю любові, свою (…) мрійливість і водночас втілення її як бажаної реальності. (…). Кохання стає привабливою мрією, яка має глибоку внутрішню силу життя людини. В ідеальному вимірі любов має величезну енергію; іноді це різко змінює людину так чи інакше. І це найбільше почуття на землі, коли воно одухотворене (існує не тільки в чуттєво-тілесних формах) і є справжньою, божественно врівноваженою сутністю. Це нове покоління „Людина яка кохає, яка думає коханням“.». 

## Визнання
- Член Спілки журналістів Білорусі (з 1984 р.)[28] ,
- Член Спілки письменників Білорусі (з 2000 р.) ,
- Лауреат премій республіканських журналів «Білорусь», «Молодість», «Білоруська думка»
- Дипломант Комісії Республіи Білорусь по справах ЮНЕСКО «За поширення знань про театр Білорусі» (2008).
- Переможець Третьої національної музичної премії[ru] у номінації «Найкращий журналіст (музична критика)»(2013)[29].

## Книги Тетяни Мушинської
- Обухович А. «Півстоліття на сцені» (1987) — літературний запис російською мовою
- «Гармонія дуету» (1987) — російською мовою
- «Гіркий смак правди» (1993)
- «Вітя Неслуха в країні мурашок» (1995)
- «Довге прощання» (1997)
- «Казки» (Рагнеда, 1997) — паралельно білоруською, російською та англійською мовами
- Валентин Єлізар'єв = Валентин Єлізар'єв = Валентин Єлізар'єв. — Мінськ: Білорусь, 1997. — ISBN 985-01-0222-5 . — паралельно білоруською, російською та англійською мовами
- «Я подорожую у віки» (1998)
- «Ребро Адама» (1999)
- «Якщо тато — Санта-Клаус» (2000)
- «Свято запеченої картоплі» (2003)
- Валентин Єлізар'єв = Валентин Єлізар'єв = Валентин Єлізар'єв. — Мінськ: Білорусь, 2003. — 191, [1] с. — ISBN 985-01-0238-1 . — паралельно білоруською, російською та англійською мовами
- «Сни кохання» (2006)
- «Душі очікування. Вірші про кохання» (2006) — російською мовою
- «Їжачки грають у футбол»: Вірші, оповідання, казки / Художник Галина Хінка-Янушкевич. — Мінськ: Література та мистецтво, 2008. — 136 с.: Іл. — ISBN 978-985-6720-43-0.
- «Джульєтта і екстрасенс»: повісті, оповідання, іконки, ескізи. — Мінськ: Художня література, 2013. — 367 с. — ISBN 978-985-02-1497-3 .
- «Хто в лісі — найсміливіший»: Вірші / художниця Галина Хінка-Янушкевич. — Мінськ: Зірка, 2015. — 96 с.: Іл. — ISBN 978-985-575-050-6 .
- «Сад моїх спогадів»: проза, поезія, дорожні записки. — Мінськ: Чотири чверті, 2016. — 268 с .: іл. — (Бібліотека Спілки письменників Білорусі). — ISBN 978-985-7103-51-5 .
- «Комарі з маком»: Вірші / Художник Крістіна Баранова. — Мінськ: Художня література, — 2017. — 24 с. — ISBN 978-985-02-1807-0 .
- «Дихання ранньої осені»: повісті, оповідання, ікони, мініатюри, нариси, есе, дорожні записки. — Мінськ: Білорусь, 2018. — 255 с. — ISBN 978-985-01-1249-1.

## Дискографія Тетяни Мушинської
- «Сповідь жінки. Романси Марини Морозової виконує Наталія Руднєва». — Мінськ: Арк, 2001 (на диску включені шість романсівна слова Тетяни Мушинської).
- «Тихо музика в дім мій увійшла». Романси Марини Морозової на вірші Тетяни Мушинської виконує Наталія Руднєва. — Мінськ: Арк, 2003.
- «Оката безсонниця. Романси Марини Морозової виконує Марина Філіппова». — Мінськ: Арк, 2004 (вісім романсів на диску на слова Тетяни Мушинської).
- «Дорога моя матусю … Пісні на вірші Тетяни Мушинської». — Мінськ: Арк, 2006.